# Saivekruutske

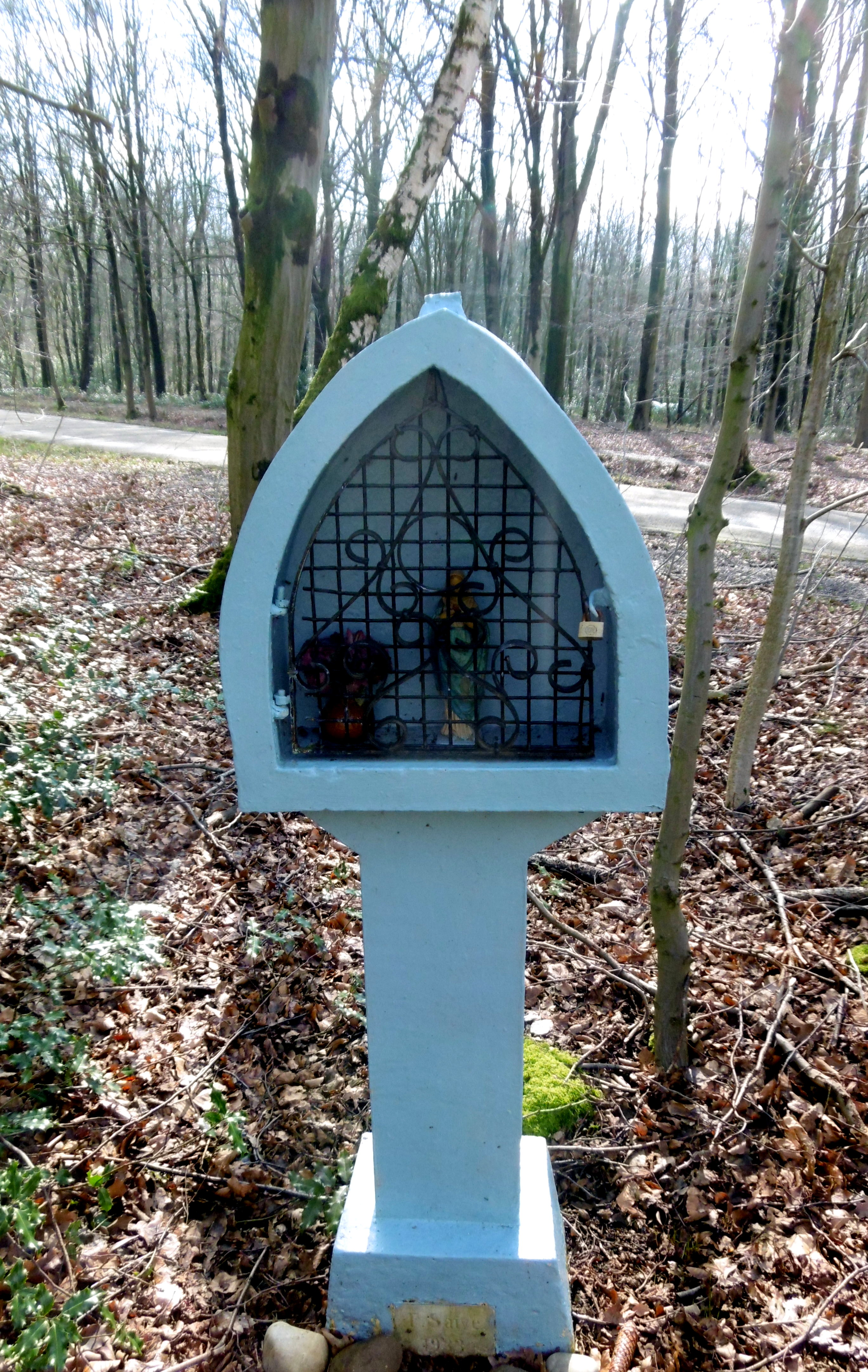
De kapel in 2020

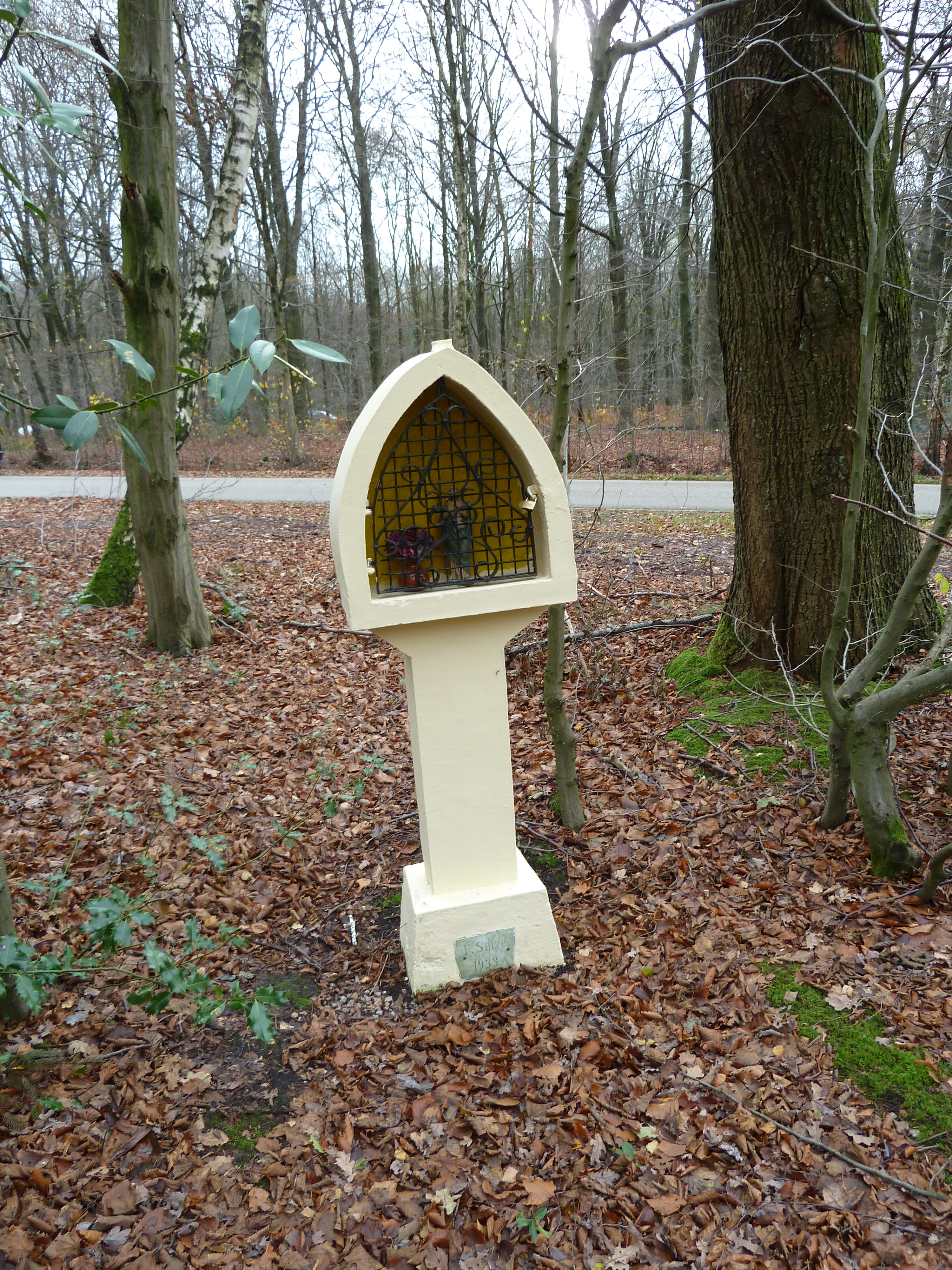
De kapel in 2010

Het Saivekruutske is een kapel in het Vijlenerbos in de gemeente Vaals in de Nederlandse provincie Limburg. De kapel staat aan de Epenerbaan tussen de Rugweg en Zevenwegen, ten noordoosten van Cottessen en ten zuiden van Vijlen.
Op ongeveer 150 meter naar het westen ligt het Geologisch monument Zandsteenblokken.
De kapel is gewijd aan Maria.

## Geschiedenis
In 1933 werd het kapelletje gebouwd door dhr. Frans Saive uit Vijlen.
In de jaren 2000 werd het bouwwerk gerestaureerd.

## Bouwwerk
De lichtblauw geschilderde kapel is een niskapel en bestaat uit een smalle stenen pilaar met hierop een huisje. Het huisje heeft de vorm van een spitsboog en is aan de voorzijde open en afgesloten met een hekje. In deze nis staat een beeldje van de heilige Maria.
Vroeger stond er op de nok van de nis een kruis, maar dat is door de tijd verdwenen.